# Škoda Rapid (1935)
Škoda Rapid je osobní automobil střední třídy, který vyráběla společnost ASAP v letech 1935–1947. Celkem vzniklo 6841 vozů všech verzí.
V době od 25. dubna 1936 do 1. srpna 1936 objel ve tmavěmodrém polokabrioletu Škoda Rapid typ 421 Břetislav Jan Procházka a Jindřich Kubias zeměkouli.

## Generace
- Škoda 420 Rapid (1934–1935)
- Škoda Rapid (1935–1938)
- Škoda Rapid Six (1935)
- Škoda Rapid OHV (1938–1947)
- Škoda Rapid 2200 (1941–1942)

## Škoda 420 Rapid

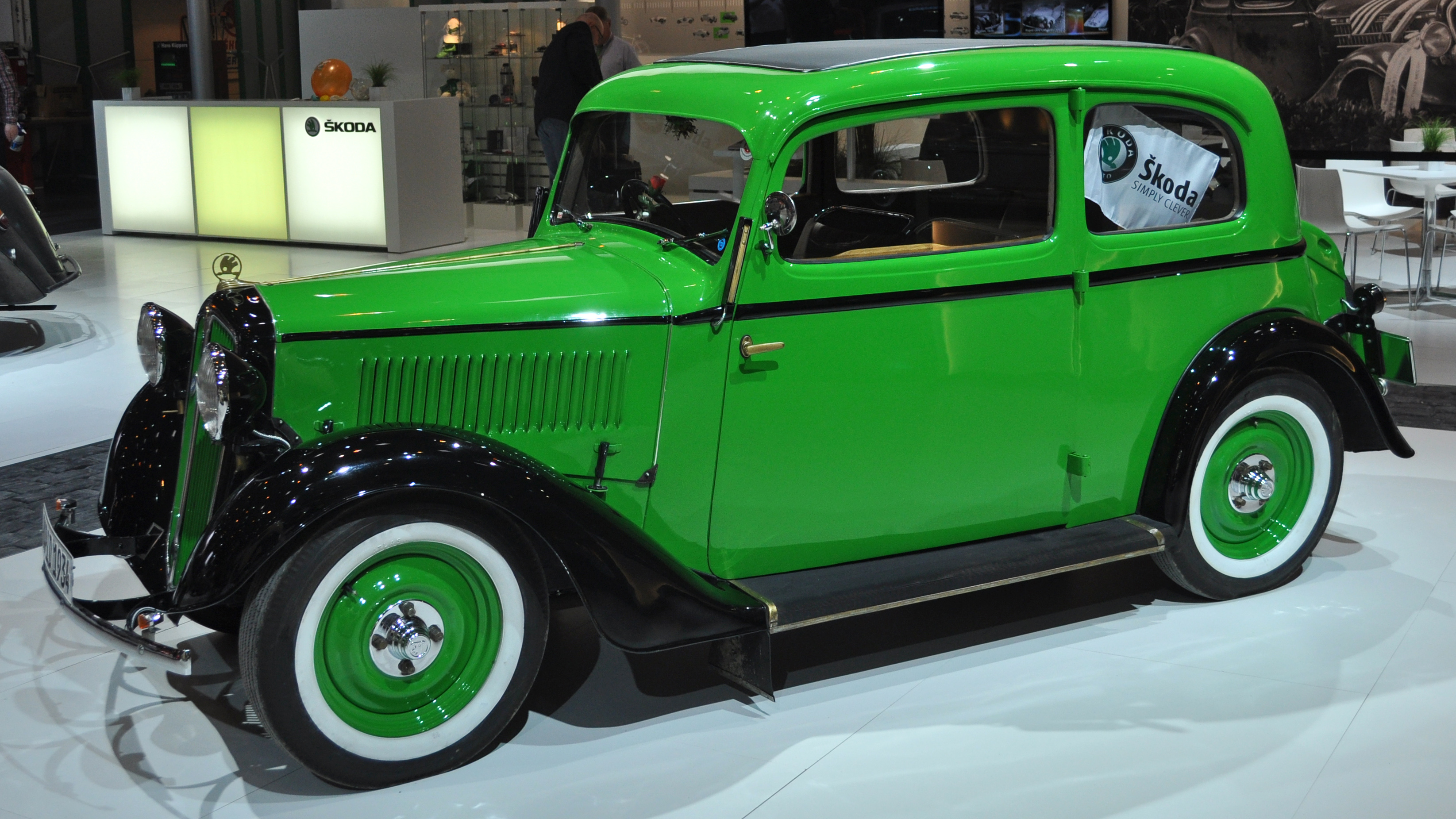
Škoda 420 Rapid

Vyráběl se v letech 1934 a 1935. V prodeji byl jako sedan nebo kabriolet. Bylo vyrobeno 480 kusů.
Specifikace:
- Motor
  - Objem: 1195 cm³
  - Výkon 19,1 kW
  - Maximální rychlost: 90 km/h
  - Spotřeba: 8 l/100 km
- Rozměry
  - Výška: 1520 mm
  - Šířka: 1460 mm
  - Délka: 3800 mm

## Škoda Rapid

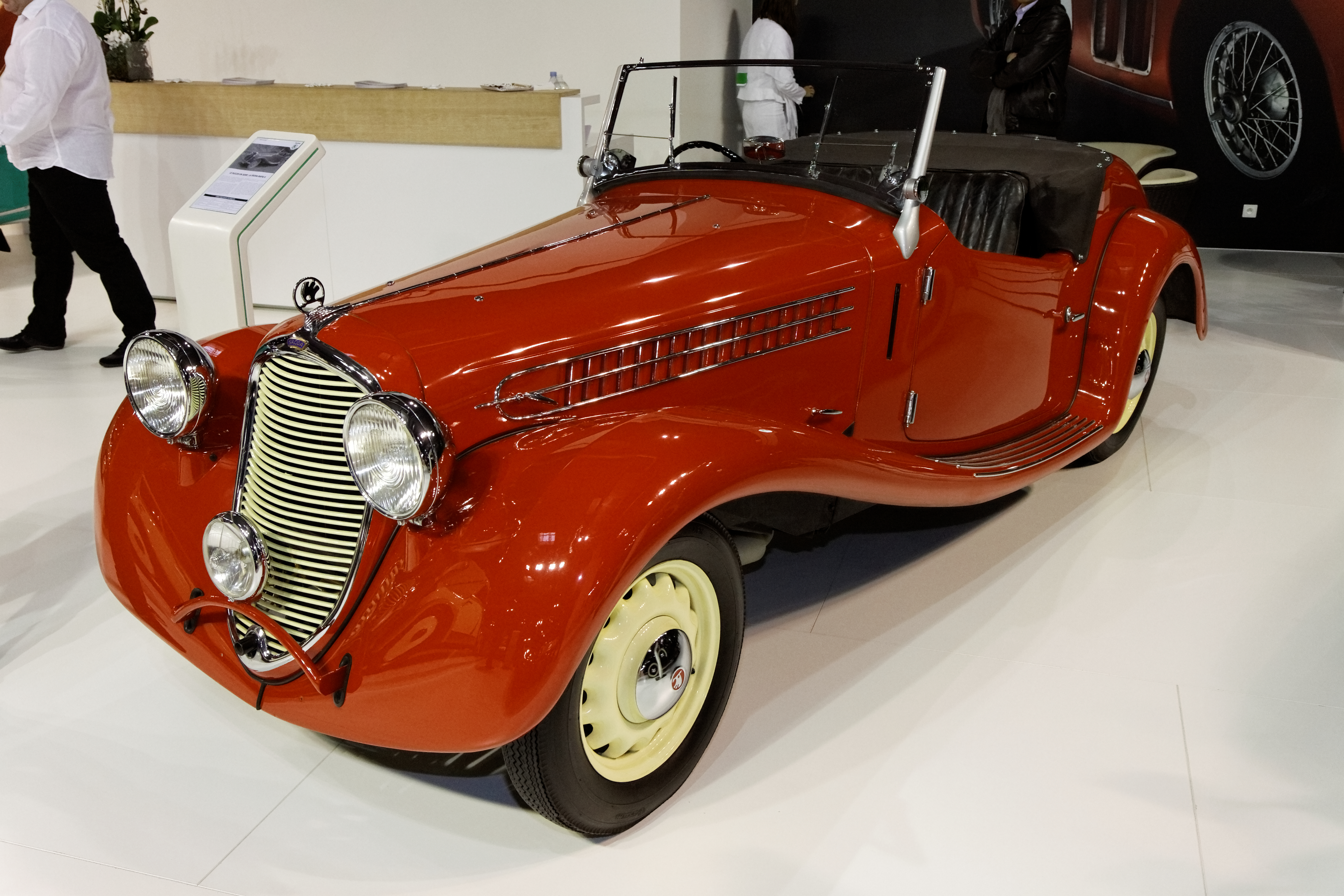
Škoda Rapid II se zakázkovou karosérií roadster

Škoda Rapid (typ 901 nebo 914) byl osobní automobil vyráběný v letech 1935–1938. Byl vyráběn jako čtyřdveřový nebo dvoudveřový sedan, dodávka nebo kabriolet.
| Motor              | Motor         |
| ------------------ | ------------- |
| Výkon              | 22,8 kW       |
| Objem              | 1385 cm³      |
| Maximální rychlost | 100 km/h      |
| Spotřeba           | 9–10 l/100 km |
| Vrtání × zdvih     | 70 mm × 90 mm |
| Rozměry            |               |
| Délka              | 4 150 mm      |
| Šířka              | 1 540 mm      |
| Výška              | 1 600 mm      |
| Rozvor             | 2 650 mm      |
| Hmotnost           |               |
| Vlastní hmotnost   | 1050 kg       |
| Maximální zatížení | 350 kg        |

## Škoda Rapid Six
Škoda Rapid Six bylo sportovní coupé. V roce 1935 byly vyrobeny 3 kusy. Vůz byl vybaven šestiválcovým SV motorem o objemu 1961 cm³ a s výkonem 36,8 kW umístěným podléně nad přední nápravou. Poháněna byla zadní kola. Maximální rychlost byla 140 km/h. Číselný název typu je 910.

## Škoda Rapid OHV

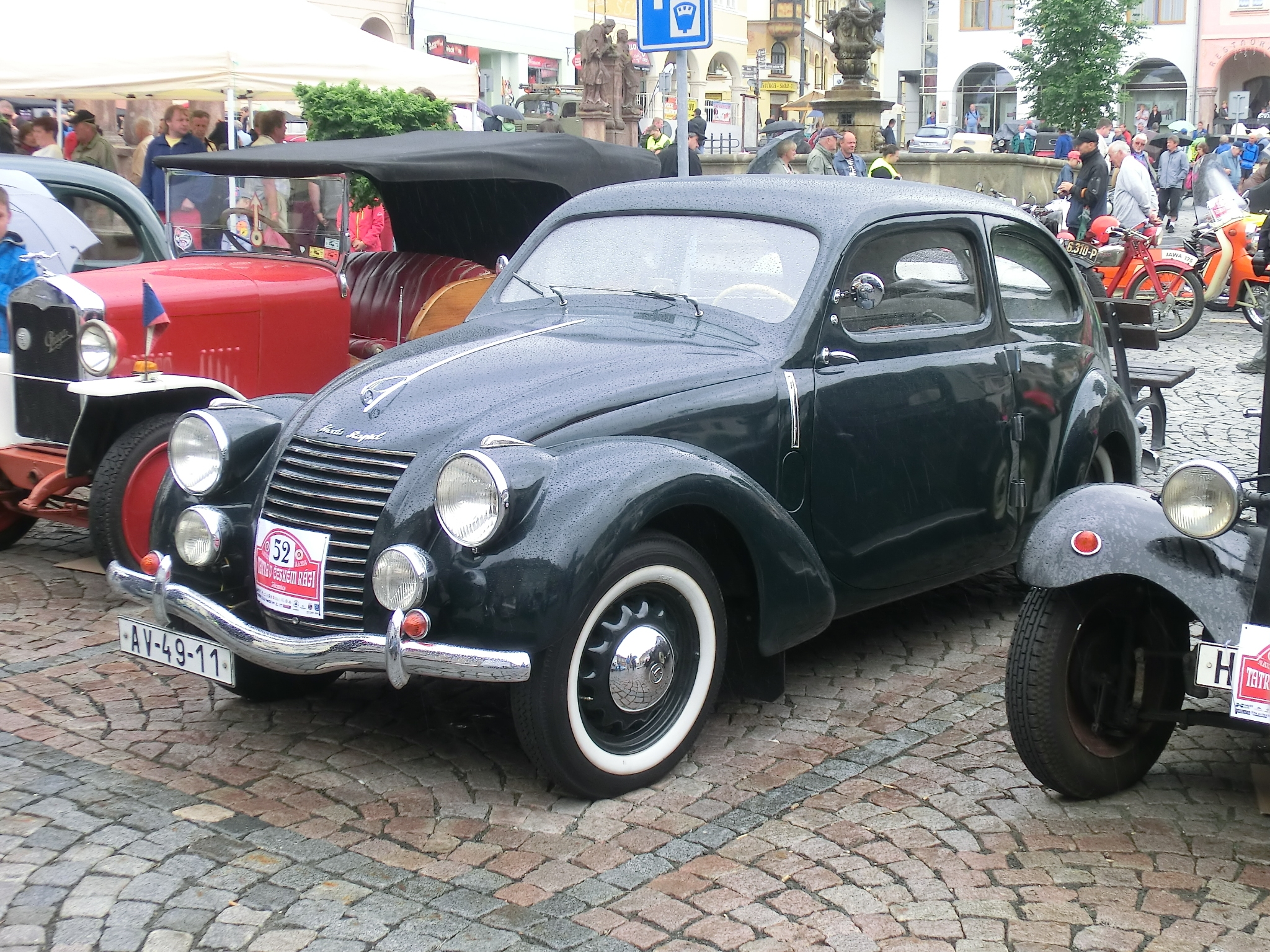
1940 Rapid OHV two-door saloon with aerodynamic body

Škoda Rapid OHV (typ 922) byl osobní automobil vyráběný v letech 1938–1947. Motor o objemu 1 564 cm³ má výkon 30,9 kW. Maximální rychlost byla 110 km/h. Vyráběl se jako sedan nebo kabriolet. Celkem bylo vyrobeno 1 800 kusů.
Sportovní verze (typ 939R) měla objem 1477. Byly vyrobeny 4 kusy.

## Škoda Rapid 2200
Škoda Rapid 2200 (935) byl osobní automobil vyráběný od roku 1941 do roku 1942. Motor má objem 2 199 cm³ a výkon 44 kW. Maximální rychlost je 120 km/h. Bylo vyrobeno 34 kusů.